# Phymasterna dendrodromia
Phymasterna dendrodromia är en skalbaggsart som beskrevs av Johannes von Nepomuk Franz Xaver Gistel 1857. Phymasterna dendrodromia ingår i släktet Phymasterna och familjen långhorningar. Inga underarter finns listade i Catalogue of Life.